# ISO 3166-2:SK
ISO 3166-2:SK — стандарт Міжнародної організації зі стандартизації, який визначає Геокод. Є частиною стандарту ISO 3166-2, що належать Словаччині. Він охоплює всі вісім країв цієї держави.

## Загальні відомості
Кожен геокод складається з двох частин: коду Alpha2 за стандартом ISO 3166-1 для Словаччини — SK та додаткового дволітерного коду, записаних через дефіс. Додатковий дволітерний код утворений, як правило, співзвучно: абревіатурі англійської назви краю. Геокоди країв Словаччини є підмножиною коду домену верхнього рівня — SK, присвоєного Словаччині відповідно до стандартів ISO 3166-1.

## Геокоди першого рівня для Словаччини

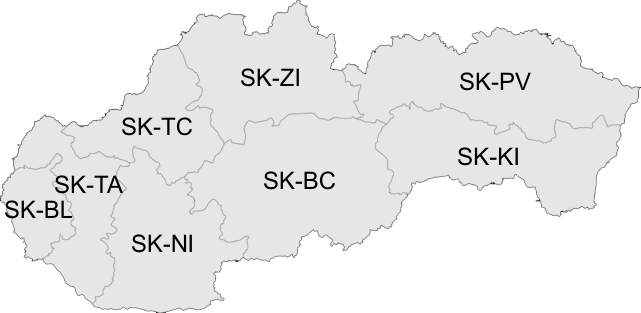
Геокоди країв Словаччини

Геокоди 8-ми країв адміністративно-територіального поділу Словаччини.
| Геокод | Адміністративна одиниця | Статус |
| ------ | ----------------------- | ------ |
| SK-BC  | Банськобистрицький край | край   |
| SK-BL  | Братиславський край     | край   |
| SK-ZI  | Жилінський край         | край   |
| SK-KI  | Кошицький край          | край   |
| SK-NI  | Нитранський край        | край   |
| SK-PV  | Прешовський край        | край   |
| SK-TC  | Тренчинський край       | край   |
| SK-TA  | Трнавський край         | край   |

## Геокоди прикордонних для Словачини держав
- Чехія — ISO 3166-2:CZ (на північному заході),
- Польща — ISO 3166-2:PL (на півночі),
- Україна — ISO 3166-2:UA (на сході),
- Угорщина — ISO 3166-2:HU (на півдні),
- Австрія — ISO 3166-2:AT (на південному заході).